# Morland (Kansas)
Morland – miasto położone w Hrabstwie Graham. Liczba ludności w 2000 roku wynosiła 164.